# Legàmi (telenovela)
Legàmi (Laços de Sangue) è una telenovela brasilo-portoghese del 2010. 
Si tratta della prima coproduzione tra i canali televisivi SIC (Portogallo) e Rede Globo (Brasile).
I protagonisti principali sono l'attrice e conduttrice televisiva Diana Chaves nel ruolo di Inês, l'attore Diogo Morgado nel ruolo di João, e l'attrice e modella Joana Santos nel ruolo di Diana, antagonista principale della telenovela.
In Portogallo, la serie è andata in onda dal 3 settembre 2010 al 2 ottobre 2011 sulla rete televisiva SIC.
In Italia, la telenovela è stata trasmessa dal 24 maggio 2014 al 3 settembre 2016 su Rai 1.
La serie è conosciuta anche per aver vinto gli International Emmy Award nel 2011.

## Trama
Portogallo, 1984: Durante una gita in famiglia, due sorelle rischiano di annegare a causa della corrente di un fiume. Il padre, gettatosi in acqua, salva la primogenita, Inês, ma muore (a causa di una botta con un masso dietro la nuca) mentre cerca di soccorrere la sua seconda figlia, Marta, il cui corpo non verrà più ritrovato. La madre, incinta, assiste impotente a tutta la tragedia.
Lisbona, 2010: Nonostante il dramma subito, Inês (Diana Chaves) è divenuta una donna determinata; è diplomata all'istituto alberghiero ed è, insieme alla madre, proprietaria del ristorante M. Il suo grande amore è João (Diogo Morgado), un medico senza frontiere che, tornato dall'Amazzonia, chiede a Inês di sposarlo. La ragazza accetta, ma la felicità della coppia va in frantumi, quando, durante la cena di fidanzamento, la sorella incinta di João viene uccisa a seguito di un assalto. La sorella di Inês che tutti credevano scomparsa, Marta, dopo essere stata adottata da un'altra famiglia, assume il nome di Diana (Joana Santos). Diana, a causa del trauma dell'incidente, non ricorda nulla del suo passato e vive con una costante insofferenza; è assetata di denaro e di potere e disprezza l'ambiente povero in cui vive. Quando scopre la verità, la ragazza recupera la memoria e si mette alla ricerca della sua famiglia biologica e, in particolar modo, di Inês, che ritiene la vera colpevole dell'accaduto. A partire da adesso, il suo grande obiettivo sarà solo uno: vendicarsi per distruggere la sorella e riconquistare la vita che non ha mai avuto modo di vivere, passando per i beni materiali fino ad arrivare a João.

## Produzione
Per la prima volta, SIC e TV Globo firmano un accordo di coproduzione nel settore fiction. 
La partnership prevede il coinvolgimento delle due società in tutte le fasi di creazione e produzione della soap opera, compresa la sceneggiatura, la progettazione e la definizione degli elementi artistici.
L'accordo ha validità biennale, rinnovabile, e prevede inizialmente la produzione di due telenovelas: Legàmi e Dancin' Days.
In quasi 18 anni, SIC e TV Globo hanno costruito una storia insieme. SIC, infatti, è stato sempre presente nelle fiction di TV Globo e viceversa, sia nelle registrazioni effettuate nel paese come nel caso di: Sabor da Paixão, Como uma Onda, O Quinto dos Infernos, Os Maias e molti altri, sia con la presenza di attori portoghesi in produzioni brasiliane o attori brasiliani in soap opera portoghesi.
Le produzioni di TV Globo hanno sempre avuto un posto di rilievo nel palinsesto di SIC e, nel corso di questa partnership, sono già state trasmesse più di 80 telenovelas e 25 miniserie. 
Riguardo ai 322 episodi di Legàmi , ogni episodio ha un budget di circa 200.000 €, ed è una delle produzioni più costose di SIC.

## Personaggi e interpreti
- Inês Nogueira, interpretata da Diana Chaves e doppiata da Domitilla D'Amico (ep.1-24), Angela Brusa (ep.25-230) e Selvaggia Quattrini (ep.231-322): È la protagonista femminile della telenovela, una giovane donna che gestisce il ristorante Minù insieme alla madre Eunice. Vuole molto bene ai suoi familiari ed è follemente innamorata del fidanzato João Caldas Ribeiro. L'arrivo in città della donna che scoprirà essere sua sorella, Diana Silva, porterà molti problemi nella sua vita e metterà a repentaglio il rapporto di Ines col fidanzato e la madre. Più volte Ines cadrà nelle mani di folli attentati da parte della sorella, dai quali tuttavia riesce sempre a salvarsi. Dopo una lunga serie di terribili eventi, riuscirà a convolare a nozze e avere un bambino da João.
- João Caldas Ribeiro interpretato da Diogo Morgado e doppiato da Francesco Pezzulli: È il protagonista maschile. Giovane uomo laureato in Medicina, ha preferito il volontariato alla carriera personale, e fa parte dei Medici Senza Frontiere, per i quali parte spesso in missioni in terre pericolose, mettendo a rischio la sua stessa vita. È molto innamorato di Ines, con la quale ha in programma di sposarsi, ma l'arrivo di Diana porterà scompiglio tra i due e, per qualche tempo, riuscirà a separarli e a metterli l'uno contro l'altra. Quando tutti gli inganni di quest'ultima vengono a galla, Joao, che nel frattempo è maturato ed ha acquistato più sicurezza, chiede perdono a Ines e lei con grande felicità torna da lui, ma i due fidanzati dovranno affrontare innumerevoli tentativi di sabotaggio da parte di Diana, ai danni sia di loro stessi che delle rispettive famiglie. Solo l'arresto e poi la morte dell'antagonista ristabilirà una piena tranquillità nella loro vita.
- Diana Silva / Marta Nogueira, interpretata da Joana Santos, doppiata da Eleonora Reti: Ragazza bella, ma assassina avida, cattiva e spietata, è l'antagonista della telenovela e ha un ruolo centrale in quasi tutte le vicende. Rapita da piccola da una coppia, che la trovò sperduta in stato confusionale lungo una strada  (a seguito dell'incidente al fiume in cui solo Ines venne subito recuperata dai genitori), viene allevata da questi signori che, pur essendo persone molto buone, non sono sicuramente ricchi come la sua vera famiglia. Essi decisero di ribattezzarla Diana, come la loro vera figlia morta da poco.  Piena di insofferenza verso l'ambiente umile in cui cresce, quando i genitori adottivi le raccontano tutta la verità e le dicono che, anche se le hanno dato tutto il possibile, in realtà tecnicamente l'hanno rapita, l'odio di Diana cresce e decide di mettersi a cercare la sua vera famiglia. Una volta trovati Ines e gli altri suoi familiari a Lisbona, Diana si prefigge di rovinarli tutti e di fargliela pagare per averla lasciata crescere senza i loro agi e lussi. All'inizio della serie è fidanzata con Helio, un rapinatore con problemi di droga, che le causerà vari litigi con i suoi genitori adottivi.  In seguito conosce e si "innamora" (probabilmente lo ha sempre manipolato, come dichiarerà più avanti nella serie) di Ricardo, il gestore dell'azienda Jo-Jo, che sarà solo uno strumento di lavoro per lei. Diana sarà protagonista di vari omicidi: all'inizio per colpa sua muore Federigo (probabilmente involontariamente), il padre di Francisca, in seguito uccide Henrique, il padre adottivo di Joao, strangolandolo con una corda in auto, dopo aver avuto vari incontri clandestini con lui. Successivamente elimina il gatto di Inés come segno di avvertimento e fa uccidere Nuno, il nuovo dirigente della Jo-Jo, che collaborava con lei per danneggiare l'economia dell'azienda. Per colpa sua avverrà anche la morte di Ricardo, cugino di Joao, che sarà per lei solo uno strumento per ricevere informazioni sulle vite di Joao e Ines. Seppur Ricardo non verrà ucciso direttamente dalla donna, Diana lo spingerà, attraverso le sue azioni e le due parole, al suicidio. Dopo una serie di attentati contro sua madre, riesce a spararle in maniera brutale e mortale, e, riuscirà perfino ad assassinare la guardia del corpo assunta da João per proteggere lui e la sua famiglia. Tuttavia non riuscirà ad uccidere Ines, João e il loro bambino, scampati più volte dai suoi barbari attentati. Diana però non viene ricordata solamente per i suoi terribili omicidi, ma soprattutto per il terrore psicologico, che è riuscita a scatenare in gran parte dei personaggi, e per le sue incredibili capacità di manipolazione. Inoltre sono molteplici i crimini secondari che la donna commette: rapine, avvelenamenti (avvelena più volte la madre adottiva, la frutta del supermercato per danneggiare Marisa e le pietanze del ristorante della sorella, atto che lascia un cliente in gravissime condizioni), manipolazione di soggetti fragili (in particolare Adeliade, la madre di Ricardo, che viene utilizzata per ottenere il controllo della YoYo), occultamento di cadavere (padre di João), violenza domestica (segrega in casa la madre biologica, picchiandola e facendola cadere in uno stato catatonico, e minaccia fisicamente la sua migliore amica), crimini contro minori (tentato rapimento del figlio di Inês e abbandono di una bambina in un parco pubblico, per minacciarne i genitori), falsificazione di prove (sia per depistare le autorità che per incriminare altri personaggi), minacce più o meno gravi (Inês, João e la sua famiglia, Thiago, Eunice, Manel e la sua migliore amica, Bruno, Marisa e Cesar), sequestri di persona (due rapimenti a carico della sorella, con annesse torture fisiche e psicologiche), violazioni di domicilio, atti persecutori, possesso illegale di armi e -ciliegina sulla torta- resistenza a pubblico ufficiale (minacce agli agenti di polizia e fuga da convogli di poliziotti per ben 3 volte). Diana commetterà anche molteplici crimini in maniera indiretta, pagando alcuni soggetti per perseguitare la sorella (Bruno), tentare di rapire (inviando un uomo all'ospedale) e poi di uccidere (inviando un gruppo di criminali ad Alentejo) la madre, per far del male a Francisca, per rapinare il ristorante e colpire la sorella allo stomaco, per tentare di annegare la sorella in piscina, per uccidere Nuno e per pugnalare il fratello. Infine l'antagonista più volte, per proseguire i suoi piani, arriverà anche a danneggiare se stessa: si lancia dalle scale (per rendere colpevole Inês agli occhi della madre, per questo atto però perde il bambino) si ferisce (per fingere di essere stata aggredita) e si fa anche investire (per aumentate la credibilità di aver perso la memoria e per riacquistare la fiducia di Inês, anche se dopo questo incidente zoppicherà a vita). Dopo aver trascorso un anno in prigione (al contrario dei 10 emanati dalla corte), a seguito di questi reati (riesce ad uscire grazie ad un losco accordo con una giudice) mette in atto un nuovo diabolico piano, ma stavolta fallisce e Diana nell'ultima puntata muore sepolta viva per asfissia.
- Geraldina "Gi" Natércia Coutinho, interpretata da Custódia Gallego e doppiata da Daniela Debolini: Donna cinquantenne di umili origini, è diventata ricca grazie alle truffe del marito Armando. Detesta il suo nome e si fa chiamare Gì. A differenza del marito, lei non è attratta dal denaro in sé, ma più che altro dallo status sociale che ne deriva. Gestisce una società che organizza eventi, e collabora spesso con il ristorante di Ines. Frivola, a volte snob e facile al giudizio, vuole bene ad Ines come una figlia e le rimane sempre vicina nei momenti più difficili. È inoltre l'unica che si accorge da subito della doppiezza di Diana, quando ancora la ragazza cercava di apparire gentile con moine e smancerie, e non perde occasione per parlare male di lei.
- Armando Coutinho, interpretato da João Ricardo e doppiato da Roberto Fidecaro: Uomo pacchiano, talvolta insolente e maleducato, ma dalla contagiosa simpatia e allegria, è il marito di Geraldina. È estremamente attaccato al denaro, ed è sempre alla ricerca di affari che possano arricchirlo, mettendo anche in pratica azioni non del tutto legali. Spesso sua moglie cerca di correggere i suoi atteggiamenti poco eleganti, in modo che si comporti come tutti i ricchi, ma in realtà nemmeno lei sa bene come vivono i veri ricchi. La casa di Gi e Armando è spesso il teatro di scenettemolto divertenti.
- Rita Ribeiro Fonseca, interpretata da Joana Seixas e doppiata da Monica Ward: Sorella maggiore di Joao, al quale è strettamente legata, è una donna onesta, molto dedita al lavoro e particolarmente meticolosa e stacanovista; tuttavia, questo aspetto del suo carattere la rende spesso vulnerabile, al punto da provocarle frequenti attacchi di panico. Per la propria salute psicofisica decide di licenziarsi dalla banca dove lavora per trasferirsi nella tenuta in campagna della sua famiglia. Qui comincia una nuova vita e un nuovo lavoro più tranquillo e a contatto con la natura, ma il suo matrimonio entra in crisi perché il marito ama la città e non vuole vivere in campagna. Alcuni mesi dopo la fine del suo matrimonio, conosce un veterinario che si innamora perdutamente di lei, ma anche lui ha una storia complicata alle spalle, e oltretutto ha due bambini. Appoggiata da Joao e dal resto della famiglia, dopo un iniziale scoraggiamento, decide di non rinunciare all'amore e accetta anche di sposare l'uomo, i cui figli si sono subito affezionati a lei per la sua dolcezza e amorevolezza.
- Ricardo Carvalhais, interpretato da Carlos Vieira e doppiato da Emanuele Ruzza: Cugino di Joao e Rita, è inizialmente un uomo egoista, attaccato al denaro e impegnato solo a truffare l'azienda di famiglia Jo-Jo, creando un dispiacere enorme a suo nonno, che gli aveva affidato la gestione della società, al punto da provocargli un ictus. Non ha mai avuto nessuna donna, ma appena conosce Diana è subito colpo di fulmine e perde la testa per lei, che invece non è minimamente innamorata di lui e lo usa solo per le sue losche indagini sulle vite di Joao e Ines. Si farà raggirare completamente da lei, ma ad un certo punto si rende conto dei suoi errori e cerca di redimersi addirittura aiutando la società a uscire dalla bancarotta che lui stesso ha provocato. Ma i guai sono dietro l'angolo perché, quando Diana ha l'amnesia a seguito di un incidente, lui la riaccoglie in casa, mentre lei si serve di lui solo per attuare i suoi sporchi giochi ai danni della sua famiglia e della famiglia di lui. Totalmente vani i tentativi dei familiari di metterlo in guardia su Diana, che intanto si è ormai svelata a quasi tutti per quella che veramente è. Quando finalmente Ricardo, dopo moltissimo tempo, scopre di essere stato ingannato per la seconda volta, va su tutte le furie e vuole uccidere Diana, ma alla fine non ce la fa e si suicida davanti a lei.
- Graciete Silva, interpretata da Margarida Carpinteiro e doppiata da Ludovica Miniero: Donna anziana di umili origini, fin da bambina ha lavorato nei campi, poi appena ventenne si è sposata con Antonio Silva e adesso lavora come fioraia al mercato. Solo diversi anni dopo essersi spostata riuscì a rimanere incinta ed ebbe delle complicazioni nel parto che l'hanno resa sterile, ed oltretutto la povera figlioletta morì poi a soli 5 anni per una meningite. Distrutta dal dolore, non ci pensò 2 volte quando trovò una bambina sperduta per strada e decise di rapirla per crescerla con lo stesso amore che avrebbe dato alla sua vera figlia. Ma Diana diventa una ragazza ribelle, rancorosa e perfida, provocandole un altro enorme dispiacere. Ormai in età avanzata, Graciete si sente anche terribilmente in colpa per averla sottratta alla sua vera famiglia, ma questi ultimi alla fine comprendono il suo gesto e la perdonano, dicendole che Diana sarebbe potuta diventare una donna meravigliosa crescendo con lei e che se è così malvagia nessuno può farci niente ormai. Ines diventa subito molto amica di Graciete, mentre sua madre Eunice ci mette molto più tempo per perdonarla. Come se non bastasse, Graciete è anche affetta da un tumore al cervello che la debilita sempre di più, ma dopo 2 cicli estenuanti di chemioterapia ed un intervento chirurgico riesce a guarire, sostenuta dall'affetto del marito, di Ines e Joao e degli altri lavoratori del mercato.
- Eunice Nogueira, interpretata da Lia Gama e doppiata da Antonella Giannini (ep.1-41) e Chiara Salerno (ep.42+): Madre di Ines, Tiago e Marta (Diana), è rimasta vedova giovane, infatti il marito morì per salvare Ines e Marta/Diana nell'incidente al fiume. Da allora non ha più avuto uomini e si è dedicata con immensa dedizione alla sua famiglia e al suo ristorante Minù, crescendo i suoi figli in maniera esemplare, anche se un po' troppo protettiva. Quando finalmente questa si presenta ormai trentenne, Eunice è al settimo cielo per aver riunito la famiglia, ignara della cattiveria di Diana e delle sue reali intenzioni. Eunice vuole recuperare tutto il tempo perduto con sua figlia, che intanto la allontana sempre di più da Ines e Tiago, e con il tempo le cose non fanno altro che peggiorare, infatti la donna è completamente accecata da Diana e allontana gli altri 2 figli, che intanto sono seriamente preoccupati perché sanno che Eunice vive da sola con Diana. Quando Ines riesce a smascherare Diana e la registra mentre dice ogni sorta di cattiveria contro la sua vera famiglia, fa ascoltare la registrazione ad Eunice che, sconvolta e inorridita, supplica il perdono di Ines e Tiago ed affronta Diana. Ma questo è solo l'inizio di un incubo terrificante , in quanto Diana a questo punto decide di segregare la madre dentro casa, senza telefoni né Internet, e la obbliga a fare ogni cosa che dice lei, altrimenti uccide Ines e Tiago. Per alcuni mesi va avanti questa situazione ai limiti della follia, ed Eunice soccombe ad ogni richiesta di Diana per paura che questa uccida Ines e Tiago. Quando Diana fugge perché ricercata, Eunice è ormai ridotta in stato catatonico e viene chiusa in una casa di cura per anziani. Qui riceve le migliori cure e riesce a riprendersi, supportata dall'amore di Ines che la va a trovare ogni giorno. Al momento del processo contro Diana, Eunice ha completamente recuperato la salute e, senza paura, testimonia contro di lei, chiedendo al giudice il massimo della pena per tutto il male che ha fatto a lei e a tutta la famiglia. Dopodiché va da Graciete a riconciliarsi con lei e nella stessa giornata va al cimitero per mettere i fiori alla tomba di suo marito, ma proprio qui viene barbaramente assassinata da Diana, che intanto ha ottenuto la libertà in attesa della sentenza definitiva del tribunale.
- Tiago Nogueria interpretato da Sisley Dias e doppiato da Denny Francucci: Fratello minore di Ines e Marta (Diana), ha preso molte delle qualità positive di Ines, ama tenere compagnia ad Ines ed Eunice e farle ridere; è appassionato di motori e informatica. Ciò nonostante, ha una personalità alquanto instabile ed un carattere piuttosto debole, che lo ha portato a diventare dipendente dal gioco d'azzardo. A causa di esso, accumula un debito di ben 40.000 euro! Ma Ricardo Carvalhais, scoperto questo fatto, approfitta della debolezza di Tiago e gli fa una sporchissima offerta: si rende disponibile a dargli anche più soldi di quanti gliene servirebbero a saldare il debito, ma il ragazzo in cambio deve fare una rapina in casa di Joao e in particolare rubare dei documenti della Jo-Jo (l'azienda dei Caldas-Ribeiro). Tiago disperato accetta, ma accidentalmente fa partire un colpo dalla pistola ed uccide Alice, una delle sorelle di Joao. Ines, che era presente, si accorge che il rapinatore è proprio suo fratello (riconosce un tatuaggio), ma non ha il coraggio di fare la spia e mettere nei guai Tiago. Ma subito ci pensa Diana, infatti la donna, che seduce Ricardo per avere sempre informazioni sulle vite di Ines e Joao, paga un barbone per fare una telefonata a Joao e raccontargli tutto (questa è la causa dell'iniziale rottura tra Ines e Joao). Al processo contro Tiago, Ines decide ancora di difenderlo, spinta anche da Eunice, ed il ragazzo viene assolto, con grande disappunto dei Caldas Ribeiro. Tiago è immensamente riconoscente di questa seconda possibilità che gli è stata donata, ed entra in terapia per guarire dalla sua dipendenza. Uscito dal tunnel del gioco, Tiago scopre di essere appassionato di cucina, infatti dapprima decide di lavorare nel ristorante di Ines con lo chef Jaime Vilar (il quale si affeziona molto a lui e lo aiuta ad avere più fiducia in sé stesso), poi parte per un viaggio a Barcellona per fare ulteriore esperienza. Al rientro a Lisbona, conosce una ragazza, Sandra, col quale si fidanza, ma decide anche di allearsi con Ines per allontanare Diana, cosa che gli causerà non pochi problemi. Stanco di vedere Ines ed Eunice sempre in ansia e sofferenti, Tiago intima Ricardo di tenere a bada Diana e di lasciare la città insieme a lei, altrimenti lui rivelerà alla Polizia che è proprio Ricardo il mandante di quella rapina che Tiago ha compiuto mesi prima. Ricardo non perde tempo e lo fa rapire e uccidere.
- Isabel Barros, interpretata da Gracinda Nave e doppiata da Monica Bertolotti: È la migliore amica di Ines, della quale è più grande di circa una decina d'anni. È una donna gentile e umile, totalmente devota alla famiglia, tuttavia completamente dipendente dal marito Luis, che si approfitta della sua bontà e la tradisce con una ragazza conosciuta online, Catarina, dalla quale poi decide di andare a vivere. Isabel, sebbene molto delusa e amareggiata, non si abbatte e continua a prendersi cura del loro figlioletto David di 10 anni, che ama immensamente; decide inoltre di trovarsi un lavoro ed essere indipendente, così diventa cameriera al Minù e conosce Ines. Dopo pochi mesi Luis torna a casa pentito di averla tradita e lei lo riaccoglie a braccia aperte, ma in realtà è solo una finta perché a lui mancava Isabel solo perché lei cucina bene e pulisce sempre la casa. L'atteggiamento di lui è sempre più scostante e irrispettoso verso sua moglie, ed il matrimonio cade nuovamente in crisi perché lui oltretutto non tollera il fatto che adesso sua moglie abbia un lavoro. Isabel intanto al ristorante conosce anche lo chef Jaime Vilar, del quale poco a poco si innamora sempre di più; a questo punto è totalmente decisa a chiedere il divorzio da Luis, ma l'uomo non la prende per niente bene e minaccia di rovinarla e di non farle più rivedere il bambino. Isabel è sostenuta dal nuovo compagno e da Ines, perché Luis tenta in ogni modo di metterle il bambino contro. Quando la donna scopre che la fidanzata di Tiago, che tempo prima era stata la babysitter di David, è stata violentata da Luis, da il massimo appoggio alla ragazza e la convince a denunciarlo. Luis viene arrestato, condannato a 6 anni di reclusione, e gli viene tolta la patria potestà su David. A questo punto torna finalmente il sereno nella vita di Isabel e va a vivere da Jaime, con il quale suo figlio ha instaurato un bellissimo rapporto.
- Luís Barros interpretato da Pepê Rapazote e doppiato da Massimo Aresu: Ricopre il ruolo di direttore creativo nell'azienda dei Caldas Ribeiro ed è sposato con Isabel, dalla quale ha avuto il suo unico figlio David. Competente sul lavoro, ha però un pessimo carattere, arrogante e scontroso. Al lavoro trova sempre un pretesto per litigare col collega Manel Dantas, il quale in seguito diventerà direttore creativo al suo posto. Vuole molto bene a suo figlio ma è spesso irrispettoso ed infedele verso la moglie Isabel; infatti la tradisce prima con Catarina, una ragazza conosciuta in Rete, poi tenta di molestare Sandra, la bambinaia di David. Quando Isabel trova il coraggio di lasciarlo, Luis si dà a vita sregolata e proietta il suo nervosismo (dovuto ad astinenza da stimolanti) sul figlio, che inizialmente trascorre una settimana con lui e una con la madre; inoltre,l'uomo, quando sta col figlio, gli somministra ogni sera dei potenti sonniferi, in modo che il bambino possa dormire ininterrottamente tutta la notte mentre lui intanto esce. Una notte decide di aspettare Sandra all'uscita del bar dove lavora (si era licenziata come tata di David per le molestie di Luis) e la violenta lasciandola sconvolta e ferita lungo la strada. Isabel, che nel frattempo aveva mantenuto i contatti con la ragazza, riesce a strapparle fuori la verità, e la convince a denunciarlo. Luis viene così arrestato e condannato a 6 anni di carcere, perdendo la patria potestà su David.
- Jaime Vilar, interpretato da Ricardo Carriço e doppiato da Massimo Lopez: È il nuovo capocuoco (chef) del ristorante Minù, contattato da Eunice per le sue accertate competenze. Simpatico, disponibile, generoso ed incredibilmente abile e raffinato in cucina, conquista subito tutti. Appena arrivato a Lisbona inizia una relazione con Adelaide Carvalais, ma dopo poche settimane la lascia perché capisce che la donna è innamorata di suo marito e lo usa solo per sfogare le sue frustrazioni dovute a un matrimonio in crisi. In poco tempo diventa amico di Eunice, Ines e soprattutto di Tiago: aiuterà il ragazzo a credere in sé stesso e a sviluppare le sue abilità culinarie, oltre ad ascoltarlo, consigliarlo e supportarlo nei momenti difficili come un padre verso suo figlio. Sempre al ristorante conosce Isabel Barros e tra i due presto scatta l'amore. Le intenzioni di Jaime con la donna sono serie, e le dice che è disposto ad aspettarla per tutto il tempo necessario; si affeziona subito anche al figlio di lei, David, e alla fine vanno a vivere insieme tutti e 3 come una famiglia.
- Gastão Carvalhais, interpretato da Alexandre de Sousa e doppiato da Stefano Santerini: Padre di Ricardo ed ex marito di Adelaide, è un avvocato di successo. Anche se si presenta come un uomo maturo, intelligente e generoso con tutti, soprattutto con Francisca , la sorella della moglie, cerca sempre di aiutare il figlio Ricardo. All'inizio della serie il suo matrimonio con Adelaide vive forte tensioni, le quali diventeranno sempre più intense quando si viene a sapere che lui e Francisca sono i genitori biologici di Joao e che di conseguenza quest'ultimo e Ricardo sono fratellastri. Dopo la fine della relazione con Adelaide, si innamora di Sheila, una giovane mercante. La sua storia con la giovane finisce dopo la morte del figlio Ricardo, che lo porterà in uno stato di sconforto, ma che allo stesso tempo lo farà riavvicinare all'ex moglie. Scoperto il coinvolgimento di Diana nella morte del figlio, Gastao decide di vendicarsi, ordinando continui pestaggi contro di lei e picchiandola personalmente. A causa di questa azione, verrà allontanato dall'Ordine degli avvocati. Alla fine della serie si trasferisce con Adelaide e i suoi cari ad Alentejo, lasciando per sempre Lisbona.
- Adelaide Carvalhais, interpretata da Sofia Sá da Bandeira e doppiata da Emanuela Amato: Madre di Ricardo e sorella di Francisca, all'inizio della serie si dimostra una donna molto arrogante e logorroica, che effettua sempre battute di cattivo gusto nei confronti della sorella e del marito. È sposata con Gastao, ma a causa del carattere della donna, influenzato anche dalla sua dipendenza da alcol, i due decidono di divorziare. In seguito conosce e si innamora del cuoco Jaimè, ma questa storia si concluderà presto sempre per via del suo carattere. Lasciatosi con Jaime, nei mesi seguenti scopre la verità sulla paternità di Joao e rimane furiosa con la sorella ed il marito. A seguito di questo evento, Adelaide comincia a frequentare diversi uomini conosciuti in discoteca, con cui beve in continuazione grandi calici di vino. La dipendenza da alcol peggiorerà molto le sue condizioni di salute, portandola al coma. Tuttavia riesce a riprendersi bene e dopo l'incontro con alcuni ex alcolisti, riuscirà a smettere di bere. Grazie al supporto della sorella, dell'ex marito e del figlio riprende fiducia in sé stessa e comincia a coltivare le sue passioni, come lo shopping e la cucina. In seguito decide di perdonare la sorella Francisca, riconoscendole il merito di esserle sempre stata vicina. Dopo la morte di Ricardo, Adelaide subisce una ricaduta a causa del forte stato di sconforto e ricomincia a bere pesantemente. Con l'aiuto dell'ex marito Gastao, di cui si sente ancora innamorata, riuscirà a superare la morte del figlio e alla fine decide di trasferirsi ad Alentejo con la sua famiglia.
- Álvaro Brito, interpretato da António Cordeiro, e doppiato da Gianni Quillico.
- Francisca Sobral, interpretata da Emília Silvestre e doppiata da Marzia Villani: È la madre di Joao, Rita e Alice. Si dimostra come una donna affettuosa, disponibile e gentile con tutti coloro che le vogliono bene. È molto legata alla religione. All'inizio della serie rimane molto afflitta per la morte della figlia Alice e del padre Federigo, e solo con il supporto di Joao e di Rita riuscirà a ad andare avanti. Successivamente si avvicina sentimentalmente al suo ex marito, Henrique, che anni prima l'aveva derubata e abbandonata per andare a vivere con una ragazza più giovane, liberandolo dalla sua condizione di mendicante e sostenendolo dati i suoi problemi di salute. Nonostante il suo appoggio e il suo perdono, Francisca viene nuovamente abbandonata dal marito, che scappa con Diana. In seguito Francisca non solo viene a sapere che Henrique è morto, ma viene anche arrestata per il suo omicidio. Dopo l'uscita dalla prigione grazie a Diana (che fa intendere il proprio coinvolgimento nella morte di Henrique e nell'arresto della donna), si scopre da Francisca che il vero padre di Joao non è Henrique, ma Gastao, il marito di sua sorella Adelaide. Questa confessione porterà un forte conflitto con la sorella . Alla fine della serie si innamora di Jeronimo, il parroco della Chiesa dove va di frequenza, che per lei lascerà il suo incarico religioso. Con lui ed i suoi cari si trasferirà ad Alentejo, lasciando per sempre la sua casa di Lisbona.
- Henrique Sobral, interpretato da Virgilio Castelo e doppiato da Paolo Buglioni: Ex marito di Francisca, padre adottivo di Joao ma padre biologico di Rita e Alice, viene descritto come un truffatore senza scrupoli che non esita a ingannare anche i suoi cari. In passato era un importante musicista di pianoforte e aveva abbandonato la sua famiglia anni prima, ma in seguito a causa della povertà si ritrova ad essere un mendicante a Lisbona, con dei problemi di salute. Riconosciuto dall'ex moglie, viene aiutato e sostenuto da essa: questo lo farà riavvicinare a lei, ma non ai suoi figli. Entrato nuovamente nella vita di Francisca, Henrique è tra i primi a capire il doppio gioco che stanno architettando Ricardo e Diana alle spalle di Joao e Francisca e sfrutta l'occasione per incastrarli e ottenere dei profitti: infatti ricatta Ricardo,  volendo da lui una grande somma di denaro a patto di non presentare a Francisca i documenti che contengono le sue truffe ai danni della società e fa la stessa cosa con Diana, volendo da lei una prestazione sessuale, a patto di non rivelare a Joao che è stata proprio lei a pagare il barbone che lo ha informato della colpevolezza di Tiago.  Diana decide di passare la notte con lui. Dopo vari incontri clandestini con Diana e ulteriori ricatti ai danni di Ricardo, Henrique decide di lasciare di nuovo Francisca,  poiché capisce di essere attratto dalla giovane ragazza, non rendendosi conto che quest'ultima lo sta ingannando per toglierlo di mezzo. Un giorno, Henrique progetta la fuga dalla sua famiglia con Diana: decide di partire in auto con lei con i soldi ricevuti da Ricardo e i documenti che incastrano quest'ultimo, ma la ragazza,con una scusa, lo fa fermare, da dietro lo strangola con una corda, occulta il cadavere in un prato vicino e inoltre prende i documenti. Poco tempo dopo, Diana scopre che il cadavere di Henrique è stato portato via dal luogo in cui lo aveva seppellito, per questo comincia a temere che l'uomo sia sopravvissuto allo strangolamento. Ulteriori sospetti crescono in lei quando le cominciano ad arrivare strani oggetti, appartenenti ad Henrique, come i suoi Cd e i suoi vestiti. Alla fine capisce che dietro a tutto ciò c'e Ricardo, che la voleva spaventare per vendicarsi del suo tradimento con Joao. Ricardo ricatta Diana, dicendole che se il bambino nel suo grembo è di Joao, dovrà essere arrestata per l'omicidio dell'uomo. Diana riesce nuovamente a raggirare Ricardo e nei mesi seguenti, dopo la perdita del bambino e la volontà di Joao di divorziare da lei, decide di vendicarsi contro quest'ultimo. La colpa della morte di Henrique verrà data a Francisca, poiché Diana, insieme a Ricardo, nasconde in casa della Caldas Ribeiro una serie di prove che la incriminano. Dopo la scoperta della sua morte, Joao ma soprattutto Rita, si sentiranno pentiti per non aver rivolto la parola al padre quando era vicino a loro.
- António Silva, interpretato da Pompeu José e doppiato da Luca Graziani.
- Gabriela Miranda, interpretata da Carla Maciel e doppiata da Silvia Barone.
- Fátima Brito, interpretata da Sílvia Filipe e doppiata da Daniela Amato.
- Lourenço Miranda, interpretato da Jorge Mourato e doppiato da Roberto Certomà.
- Liliana Pimentel, interpretata da Ana Guiomar e doppiata da Greta Bonetti.
- Manel Dantas, interpretato da Rui Santos e doppiato da Andrea Di Cicco: È il marito di Alice, la sorella di Joao e di Rita. Lavora nell'azienda dei Caldas- Ribeiro, proprio in questo luogo ha sempre delle discussioni con il collega Luis. All'inizio della serie rimane sconvolto dalla morte della moglie incinta, che viene uccisa accidentalmente da Tiago Nogueira, il fratello di Ines, durante una rapina a casa di Francisca. Solo con il supporto di Joao, il suo migliore amico e dell'intera famiglia Caldas- Ribeiro riuscirà a superare il dramma. In seguito si innamora di Catarina, ex fidanzata di Luis,  con cui avrà una lunga relazione, che si concluderà temporaneamente dopo la morte del figlio, non ancora nato. Dopo la fine della relazione con Catarina e la morte di Ricardo, viene nominato da Rita come nuovo dirigente dell'azienda. L'allontanamento da Catarina lo farà avvicinare a Sofia, una giovane ragazza che lavora proprio nell'azienda, che tuttavia rivelerà a Manel di essere affetta dall'AIDS. Manel tuttavia capisce di essere ancora innamorato di Catarina, e i due, per coronare il loro amore, faranno un viaggio in Spagna.
- Catarina Marques, interpretata da Teresa Tavares e doppiata da Melissa Maccari.
- Vicente Fonseca, interpretato da Manuel Wiborg e doppiato da Mimmo Strati.
- Bernardo Coutinho, interpretato da Hugo Sequeira e doppiato da Fabio Gervasi.
- Marisa Pereira, interpretata da Dânia Neto e doppiata da Barbara Sacchelli.
- Sheila Baptista, interpretata da Débora Ghira e doppiata da Francesca Tardio.
- César Martins, interpretato da Pedro Diogo e doppiato da Massimo Corizza.
- Lupino Gameiro, interpretato da Tomás Alves e doppiato da Francesco Trifilio.
- Sandra Machado, interpretata da Juana Pereira da Silva e doppiata da Jessica Bologna.
- Orlando Aires, interpretato da Ângelo Rodrigues e doppiato da Matteo Liofredi.
- Zé Gonçalves, interpretato da João Baptista e doppiato da Gianluca Cortesi.
- Domingos Machado, interpretato da José Carlos Garcia e doppiato da Cesare Cesarini.
- David Barros, interpretato da Bernardo Oliveira e doppiato da Sara Ballerani.
- Filipa Pereira, interpretata da Daniela Marques e doppiata da Sara Ballerani.
- Marco Brito, interpretato da João Maria Maneira e doppiato da Andrea Dianetti.

## Episodi
La telenovela è composta da un'unica stagione autoconcludente, per un totale di 322 puntate da 45/50 minuti ciascuna.
| Stagione       | Prima TV originale | Puntate | Prima TV Italia |
| -------------- | ------------------ | ------- | --------------- |
| Prima stagione | 2010-2011          | 322     | 2014-2016       |

## Edizione italiana

### Edizione italiana
In Italia la telenovela è stata importata e presentata da Valter Casini Edizioni.
L'edizione italiana è curata da Smart Brands S.r.l., il doppiaggio e la sonorizzazione sono editi da NiNap S.r.l. e Voltekker Studio.
La direzione del doppiaggio è stata assegnata a: Alida Brandi, Dario De Santis, Ludovica Marineo, Stefano Santerini e Ludovica Poggi, il missaggio e la supervisione artistica sono a cura di Angelo Poggi.
Gli autori dei dialoghi sono: Emanuela Amato, Diana Anselmo, Linda Barani, Maria Cristina Canale, Marina Caputi, Rosalba Castaldo, Maria Teresa Cella, Simona Chirizzi, Ludovica Doni, Maurizio Fiorentini, Anna Pedano, Simonetta Prisca, Orietta Regina, Emilio Schroeder, Flora Stagliano' e Nanni Venditti, mentre la supervisione dei dialoghi è a cura di Simone De Rita.
La sigla italiana è stata ideata e montata da Diego Capitani e Angelo Poggi, la grafica e il logo invece, sono stati realizzati da Fabrizio Cavada.

### Palinsesto italiano
Legàmi viene trasmessa in Italia, a partire dal 24 maggio 2014 con due episodi in prima serata su Rai 1 e, dal 2 giugno, quotidianamente nel day time. Da settembre 2014, con l'avvio della nuova stagione, dopo una breve assenza l'appuntamento con la telenovela passa al sabato, sempre nel primo pomeriggio della stessa rete.
Torna in onda nel daytime di Rai 1, a partire dal 13 luglio 2015, con una puntata riassuntiva e dal 14 luglio 2015 con le nuove puntate, in onda dal lunedì alla domenica sino al 30 agosto, per poi restare in onda soltanto al sabato. Dal 30 maggio 2016 la soap ritorna ad occupare il pomeriggio di Rai 1 dal lunedì al venerdì con un singolo episodio, ed al sabato con un doppio appuntamento.
Per un breve periodo a partire dal gennaio del 2015, Rai Premium ha trasmesso quotidianamente nel pomeriggio le puntate già andate in onda su Rai 1.
Nel 2016, anche a causa dei fatti di cronaca che hanno stravolto la programmazione televisiva, sono andate in onda più puntate alla volta, con tagli alla trama, per chiudere la serie, che è terminata il 3 settembre 2016.
Nella stagione 2018-2019 la serie torna in onda (con le repliche della prima stagione) dal lunedì al venerdì nella fascia mattutina di Rai 2, con due episodi al giorno.

## Rifacimenti
Nel 2024 viene prodotto un remake messicano della telenovela portoghese. Il remake, intitolato Vivir de amor, è prodotto da Salvador Mjía per la compagnia  TelevisaUnivision. A grandi linee la storia rimane coerente con la trama della serie originale, tuttavia vi sono alcune piccole variazioni. Nelle versione messicana, la tragedia iniziale, che porta alla separazione di Diana dal suo nucleo familiare, non è più un incidente nel fiume, bensì un rapimento. La piccola Rebeca (trasposizione di Diana nel remake), dopo aver litigato con la sorella, viene sottratta da alcuni rapitori e, dopo essere riuscita a fuggire, finisce nelle mani di una nuova famiglia.

## Trasmissione
| Paese              | Canale                    | Títolo locale          | Prima                     | Fine                     |
| Portogallo         | SIC                       | Laços de Sangue        | del 13 settembre del 2010 | del 2 ottobre del 2011   |
| Portogallo         | Globo Portugal            | Laços de Sangue        | dell'8 settembre del 2013 | del 26 luglio del 2014   |
| Angola             | TV Zimbo                  | Laços de Sangue        | del 31 marzo del 2014     |                          |
| Italia             | Rai 1, Rai 2, Rai Premium | Legàmi                 | del 24 maggio del 2014    | del 3 settembre del 2016 |
| Bulgaria           | bTV Lady                  | Свързани съдби         | del 13 ottobre del 2014   |                          |
| Brasile            | SIC Internacional         | Laços de Sangue        | 2015                      | 2016                     |
| Romania            | Prima TV                  | Legături de sânge      | 2015                      | 2015                     |
| Estonia            | TTV                       | Veresidemed            | 2015                      | 2016                     |
| Macedonia del Nord | Сител                     | Тајната на дивата река | 2016                      | 2017                     |
| Turchia            | TV8                       | İntikam Vakti          | 2016                      | 2016                     |
| Francia            | Réseau Outre-Mer 1re      | Liens de Sang          |                           |                          |

## Audience
In Portogallo, il suo primo episodio ha avuto una valutazione media del 9,5% e uno share del 23,4%.
L'ultimo episodio, andato in onda domenica 2 ottobre, con una classifica del 16,2% e uno share del 37,8%, è stato visto da una media di 1.500.000 spettatori.
In Italia, invece, il primo episodio della telenovela, andato in onda il 24 maggio 2014 in prima serata, ha avuto 2.199.000 spettatori, pari ad uno share del 9,38%.
L'ultima puntata, andata in onda su Rai 1 il 3 settembre al consueto orario, ha ottenuto 1.139.000 spettatori pari all’11,07% di share.

## Colonna sonora
La sigla d'apertura e di chiusura originale della telenovela è il brano del 1983: "Estou Além", originariamente cantata da António Variações e reinterpretata da Ana Vieira.
La sigla d'apertura italiana della serie è invece il brano "Prima o poi" di Gigi D'Alessio (tratto dal suo album Ora) e opportunamente adattata per la telenovela.
La sigla di chiusura italiana è invece "Legami del cuore", cantata da Lucia Miccinilli, voce anche di altri brani, presenti nella soap: "Amami ancora così", "Ti troverò" e "Lontano da te".
Tutti i brani dell'edizione italiana (eccetto "Prima o poi") sono a cura di Giovanni Cera e Angelo Poggi.

## Riconoscimenti
La serie ha ottenuto i seguenti premi e candidature:
- International Emmy Awards 
  - 2011 – Miglior telenovela[3][4]
- Globos de Ouro
  - 2011 – Nomination miglior attrice rivelazione (Joana Santos)[5]
- Troféus TV 7 Dias de Televisão
  - 2011 – Nomination miglior telenovela
  - 2011 – Nomination miglior attrice protagonista (Joana Santos)
  - 2011 – Miglior attore protagonista (Diogo Morgado)[6]
  - 2011 – Nomination miglior attore protagonista (Carlos Vieira)
  - 2011 – Nomination miglior attrice non protagonista (Margarida Carpinteiro)
  - 2011 – Miglior attore non protagonista (João Ricardo)[6]
  - 2011 – Miglior tema musicale (Estou Além)[6]
  - 2011 – Premio rivelazione (Joana Santos)[6]
  - 2012 – Miglior telenovela[7]
  - 2012 – Nomination miglior attrice protagonista (Joana Santos)[8]
  - 2012 – Nomination miglior attore protagonista (Diogo Morgado)
  - 2012 – Nomination miglior attore non protagonista (João Ricardo)
- Prémio Autores
  - 2012 – Nomination miglior fiction (Pedro Lopes, Patrícia Sequeira)[9]